# Баляс Володимир Олексійович
Володи́мир Олексі́йович Ба́ляс (29 серпня 1906, Рогатин Україна — 19 квітня 1980, Сан-Дієго США) — український художник, графік, ілюстратор, скульптор.

## Родина
Володимир Баляс народився у кравецькій сім'ї Олексія Баляса та  Анастасії Круглої, в якій зростало четверо дітей: Антін, Володимир, Стефанія і Михайлина.

## Навчання
Володимир навчався спочатку в «Рідній школі», згодом — у Рогатинській гімназії: у молодших класах останньої виявив непересічний талант до мистецтв. Його перший учитель малярства був митець-рогатинець, пейзажист та ілюстратор Юліан Панькевич.
Закінчивши гімназію В. Баляс вступив на загальний відділ (факультет) Львівської політехніки, де викладалися архітектура, малярство і графіка. Через три роки, в 1932, польське міністерство освіти ліквідувало цей відділ — і В. Баляс вступив до Варшавської академії мистецтв, у котрій студіював малярство у професора М. Котарбінського, ужиткову та артистичну графіку в професора Е. Бартломейчика. Не маючи матеріальної підтримки, В. Баляс заробляв на життя, виконуючи графічні замовлення та беручи участь в рекламних конкурсах: графічні роботи обмежувалися ілюстраціями обкладинок, екслібрисами і промисловими рекламними малюнками.

## Творчий шлях
У 1936 році виїхав на мистецьку екскурсію до Болгарії і повернувся з низкою цікавих рисунків, на її основі яких виконав цикл високомистецьких дереворитів. Свої твори виставляв у Болгарії, Фінляндії та вперше у Львові в експозиції «Митці — митрополитові Андреєві». Його вважали незрівнянним майстром плакату: лаконічними композиційними засобами, чітким рисунком, шляхетним колоритом В. Баляс досягав неординарних ефектів, як у роботах «Баль в Академії Мистецтв», «Запорожець за Дунаєм», «Весна».
Закінчивши у 1938 році Варшавську академію мистецтв, переїжджає до Львова і відновлює контакти зі старими друзями з  «Політехніки», знаходить нових друзів по фаху та поринає у мистецьке життя міста. У сфері графічного мистецтва працювали тоді такі митці Львова, як Святослав Гординський, Едвард Козак, Мирон Левицький і Роман Чорній.
Твори В.Баляса відразу помітили: його графічні роботи з'являються на виставках, їх друкують галицькі часописи, про них все частіше говорять у мистецьких колах. Саме в цей період художник отримав першу нагороду міста Любліна за плакат на туристичну тематику, а також нагороду за плакат з нагоди 70-річчя «Просвіти». Згадуючи цей період, український графік Мирон Левицький писав: «У Львові в ці передвоєнні дні українська графіка стояла вже на високому рівні завдяки трьом графікам з центральних українських земель: Павлові Ковжуну, Робертові Лісовському та Миколі Бутовичу. Поява Баляса викликала велике захоплення і зразу він знайшовся в авангарді графічного мистецтва... Баляс виявився блискучим майстром».
В. Баляс виготовив чимало екслібрисів, картину «Панорамний вид Львова». Відомий є і портрет Василя Стефаника його пензля. Брав участь у мистецьких виставках у Львові, Варшаві, Софії, Києві, Римі та інших містах.
Коли у роки війни відновило свою діяльність «Українське видавництво», його директор у Львові Михайло Матчак разом з іншими талановитими художниками-графіками залучав і В.Баляса до оформлення шкільних підручників, дитячих видань, журналів. Володимир Баляс видав «Буквар», оформив книжечку для дітей Романа Завадовича «Льодова царівна», обкладинки для збірок поезій Богдана Нижанківського «Терпке вино» (1942) й Івана Коваліва «Прелюдії» (1943).
Творчу діяльність В. Баляс поєднував з педагогічною. З 1939 по 1944 роки викладав у Мистецько-промисловому інституті у Львові разом з колегами по мистецькому фаху: М. Бутовичем, М. Левицьким, Е. Козаком, В. Кричевським, Р. Сельським.

## Еміграція
Наприкінці другої світової війни В. Баляс змушений покинути Україну і виїхав до Німеччини, де певний період перебував у таборі біженців в Ганновері. Тут і продовжив творчу діяльність: разом з Іваном Кубарським організував і провадив мистецьку студію. Виставляв свої картини в Українській Спілці Образотворчих Митців із осередком у Мюнхені.

### Канадський етап
У 1947 році Володимир Баляс переїхав до Канади. У Торонто у 1952–53 роках він спільно з Михайлом Дмитренком та Іваном Кубарським виконав іконостас, запроектований архітектором Юрієм Кодаком, сином українського письменника Степана Васильченка, — та розпис українського православного катедрального собору св. Володимира. Храм, збудований і розписаний у стилі козацького бароко, типового інтер’єрам церков в Україні, став одним із найкращих зразків українського церковного мистецтва в Канаді.
Проживаючи в Канаді (в Торонто, Вінніпегу), Володимир Баляс оволодів технікою мозаїки і створив низку високомистецьких мозаїк:  «Козак Мамай», «Св. княгиня Ольга», «Св. князь Володимир», «Ватаг гуляє». Одна з робіт митця того часу — «Дівчина зі збанком» — виконана у бронзі.
Виняткове місце митець зайняв у станковій та артистичній графіці. Його твори вражають своїм композиційним вмінням, притаманними графічним підходом та інтерпретацією, використанням несподіваних ефектів світлотіні й технікою виконання.
Володимир Баляс — винахідник своєрідного декоративного засобу: паперової скульптури. «Весна», «Балерина», цикл гербів та комерційних і сценічних оформлень — усі рідкісні та єдині зразки паперової скульптури, що характеризують В. Баляса як митця виняткової культури. Він створив низку скульптур з цементу й паперової маси. Техніка скляних мозаїк — і це винахід В. Баляса, який міг би мати велике застосування для монументальних композицій на стінах великих будівель. Та, на жаль, художник не зміг практично застосувати його.

### Американський етап
Останні роки життя художник прожив у США, працював над оформленням українських книжок. Тут він створив також цілий ряд ліноритів високого рівня: «Самітня неділя», «Відпочинок», «Сироти», «Дорога», «Фінал» та інші.  В. Баляс є автором кількох скульптур, виконаних з металу, технікою спаювання («Ікар», «Жінка», «Атилля»). Засоби масової інформації часто повідомляли про виставки художніх робіт В. Баляса в Нью-Йорку, Лос-Анджелесі,Торонто, Монреалі, Сан-Дієго та інших містах Америки, Канади, Мексики, Бразилії, Європи. Творчістю українського художника пишалися і мешканці каліфорнійського міста Сан-Дієго, де він проживав.
Помер Володимир Баляс у Сан-Дієго 19 квітня 1980 року.

## Творча спадщина
Володимир Баляс залишив велику творчу спадщину — понад 400 шедеврів українського й світового образотворчого мистецтва. Мистецтвознавці відзначали, що окремі його твори мали сильне модерністичне спрямування і були близькі до кубістичного експресіонізму. Він завжди пам'ятав, звідки він родом, і впродовж усього життя плекав надію повернутися на рідну землю. Та не судилося.
Натомість значна частина творчоспадщини художника В. Баляса й архів повернулися на Батьківщину завдяки його дружині Стефанії та художникові Тарасові Козбуру з Лос-Анжелеса. Одна з найбільших його колекцій в Україні знаходиться в Рогатині — родинному місті Баляса, у гімназії ім. Володимира Великого. У збірці нараховується майже 50 робіт митця (переважно ліногравюри). Частина матеріалів надійшла до Києво-Могилянської академії, частина — до Національного музею у Львові.
«Баляс як видатний графік, незрівнянний декоратор йде своїм мистецьким шляхом і посідає поважне місце в історії українського мистецтва», — писав про митця Павло Ковжун.
У роки більшовицького тоталітаризму на ньому лежало тавро «буржуазного націоналіста», через що прізвище художника не згадувалося у жодних мистецьких та мистецтвознавчих виданнях. Його робіт також не було в музеях України.